# Mohammed Rabia
Mohammed Rabia Al-Noobi, de son nom complet Mohammed Rabia Jamaan Al-Noobi (arabe : محمد ربيع), est un footballeur omanais, né le 10 mai 1981 à Salalah en Oman.

## Palmarès

### En club
- Dhofar :
  - Champion d'Oman en 1999 et 2001
  - Vainqueur de la Coupe d'Oman en 2000 et 2011
  - Vainqueur de la Supercoupe d'Oman en 1999

- Al-Sadd :
  - Champion du Qatar en 2006 et 2007
  - Vainqueur de la Coupe du Qatar en 2007
  - Vainqueur de la Coupe Crown Prince de Qatar en 2006, 2007 et 2008
  - Vainqueur de la Coupe Sheikh Jassem du Qatar en 2006

### En sélection nationale
- Vainqueur de la Coupe du Golfe en 2009
- Finaliste de la Coupe du Golfe en 2004 et 2007